# Luffarslöjd

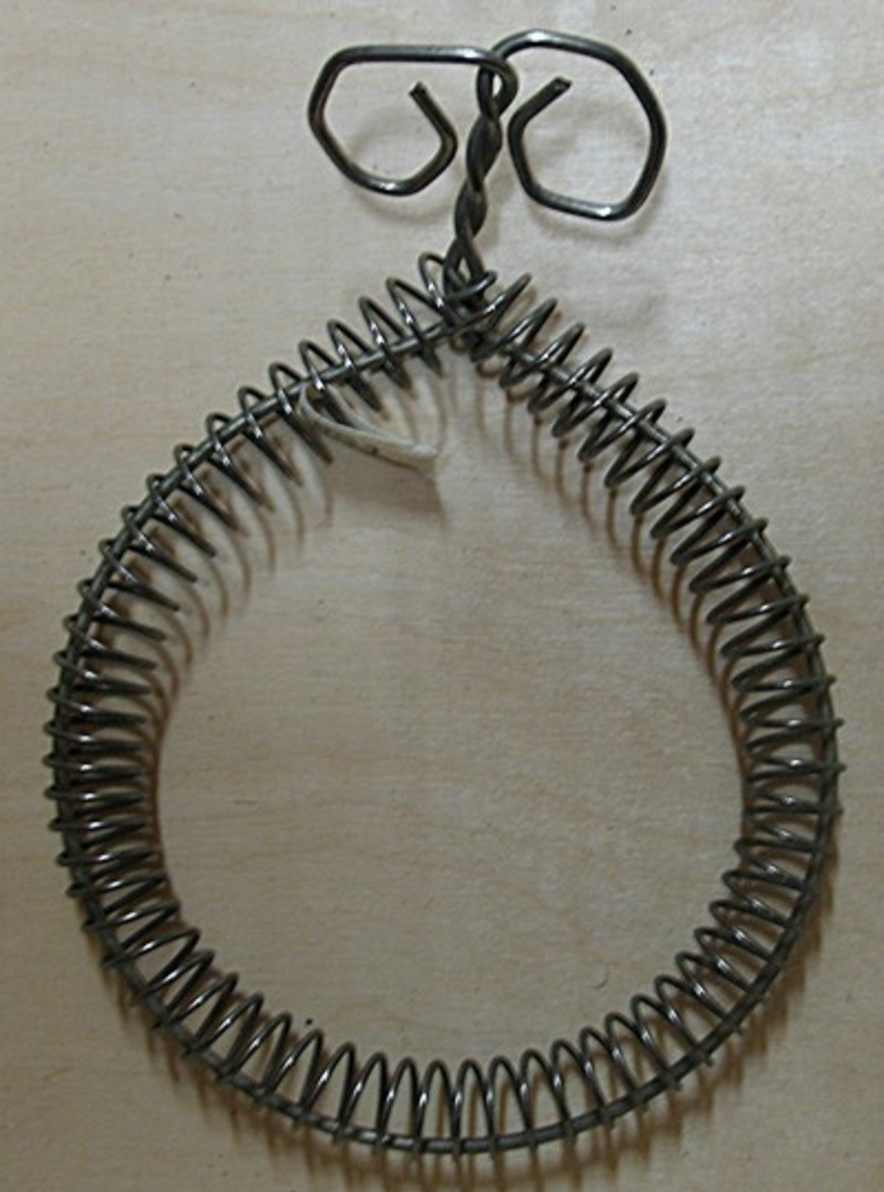
Grytunderlägg av så kallad luffarslöjd.

Luffarslöjd – även kallat trådslöjd, trådarbete eller trådtjack (en Wire craft)– är en benämning på en form av metallslöjd. Här böjs, bockas, tvinnas och surras metalltrådar samman till bland annat brödnaggar, korgar, ljusstakar, skålar, vispar med mera.
Slöjdarten har fått sitt namn från den tid då många så kallade luffare vandrade runt och sålde föremål som de själva tillverkat med hjälp av några enkla tänger och järntråd.
Idag förekommer luffarslöjd i Sverige ofta i skolämnet slöjd. Glödgad järntråd är ett förhållandevis lättbearbetat och billigt material som syftar till att utveckla elevers förståelse för metallers formbarhet och formmöjligheter.